# Aliens - Misiune de pedeapsă
Aliens - Misiune de pedeapsă este un film științifico-fantastic de acțiune din 1986 regizat de James Cameron și cu actorii Sigourney Weaver, Carrie Henn, Michael Biehn, Lance Henriksen, William Hope și Bill Paxton în distribuție. Filmul este o continuare a filmului de succes Alien din 1979.
Acțiunea filmului are loc la 57 ani după cea din primul film, personajul Weaver Ellen Ripley se reîntoarce pe planetoidul LV-426 unde a întâlnit pentru prima oară extraterestrul ostil. De data aceasta ea este însoțită de o unitate de soldați coloniali (engleză Colonial Marines).

## Povestea
Locotenentul Ellen Ripley descoperă că planetoidul LV-426 este în plin proces de terraformare. Atunci când contactul cu colonia este pierdut, Ripley însoțește o echipă de pușcași marini la bordul navei Sulaco.

## Distribuție
Distribuția filmului este următoarea:
- Sigourney Weaver ca Ellen Ripley
- Michael Biehn ca Caporal Dwayne Hicks
- Carrie Henn ca  Rebecca "Newt" Jorden
- Jenette Goldstein ca Private Vasquez
- Lance Henriksen ca  Bishop
- William Hope ca  Lieutenant Gorman
- Al Matthews ca  Sergeant Apone
- Bill Paxton ca  Private  Hudson
- Paul Reiser ca  Carter J. Burke
- Mark Rolston ca  Private Drake
- Cynthia Dale Scott ca  Corporal Dietrich
- Carl Toop ca Aliens and Alien Queen
- Tip Tipping ca Private  Crowe
- Trevor Steedman ca Private Wierzbowski
- Colette Hiller ca Corporal Ferro
- Daniel Kash ca Private Spunkmeyer
- Ricco Ross ca Private Frost
- Paul Maxwell ca Van Leuwen
- Barbara Coles ca Mary
- Holly De Jong ca Ann Jorden
- Alibe Parsons ca Med-tech
- Valerie Colgan ca ECA representative
- Cristopher Henn ca Timmy Jorden
- Elizabeth Inglis ca Amanda Ripley
- Animals unlimited ca motanul Jones

## Primire
Filmul a fost clasificat pe locul 35 în topul 100 Scariest Movie Moments realizat de Bravo.